# (2481) Bürgi
(2481) Bürgi es un asteroide perteneciente al cinturón de asteroides, descubierto el 18 de octubre de 1977 por Paul Wild desde el Observatorio de Berna-Zimmerwald, Berna, Suiza.

## Designación y nombre
Designado provisionalmente como 1977 UQ. Fue nombrado Bürgi en homenaje a Joost Bürgi relojero y matemático suizo.